# Parc Nacional de la fortalesa de Brimstone Hill
El Parc Nacional de la Fortalesa de Brimstone Hill situat a l'illa Saint Kitts a l'estat de Saint Christopher i Nevis.Està inscrit a la llista del Patrimoni de la Humanitat de la UNESCO des del 2011.
Per la seva importància històrica, cultural i arquitectònica: un monument a l'enginy dels enginyers militars britànics que el van dissenyar i a l'habilitat, la força i la resistència dels esclaus africans que el van construir i van mantenir. Una de les fortaleses històriques millor conservades d'Amèrica a l'orient del mar Carib.

## Història
El primer canó va ser instal·lat sobre la 'Brimstone Hill' el 1690, quan els britànics pretenien recuperar la Fortalesa Carles de Sant Cristòfol en mans dels francesos, ja que aquests no havia considerat la possibilitat del transport del canó pels vessants escarpades i densament boscoses de la 'Brimstone Hill'.A partir d'aquí, va començar la construcció de la fortalesa, tasca que es va perllongar per una mica més de 100 anys. En la seva esplendor, es coneixia com el Gibraltar de les Antilles, en referència a la seva alçada imponent i la invulnerabilitat del lloc.
El 1782, els francesos, sota el comandament del Comte - Almirall François Joseph Paul de Grasse va assetjar la fortalesa. Durant el setge, l'illa adjacent de Nevis va caure, i les armes de la Fortalesa Carles de Nevis i altres petites fortaleses allí existents van ser portades a Sant Cristòfol per al seu ús contra la 'Brimstone Hill'. Els britànics, comandats per l'Almirall Samuel Hood,I vescomte d'Hood, resitiren un mes de setge, però disminuïts en nombre i la guarnició britànica es va rendir.
No obstant això, un any més tard, pel tractat de Versalles es va restaurar la sobirania britànica a les illes de Saint Christopher i Nevis. Les fortaleses van ser reforçades i incrementades, després del tractat, per això mai més van caure sota una força enemiga.
Els britànics van abandonar la fortalesa a mitjan segle xix, les estructures es van anar arruïnant gradualment pel vandalisme i els processos naturals. A principis del segle XX es van començar els treballs de restauració de les estructures existents, i el 1987 la Fortalesa de Brimstone Hill va ser oficialment declarada com a Parc Nacional.